# Ned Glass
Ned Glass (* 1. April 1906 in Polen; † 15. Juni 1984 in Encino, Kalifornien) war ein US-amerikanischer Schauspieler.

## Leben
Ned Glass wurde in Polen geboren, zog als Kind mit seiner jüdischen Familie in die Vereinigten Staaten und wuchs in New York City auf, wo er das City College besuchte. Glass kam über das Vaudeville zum Broadway, wo er erstmals 1931 im Stück Counsellor-at-Law von Elmer Rice auftrat. Nach sechs Jahren am Broadway unterzeichnete er 1936 einen Vertrag bei MGM. Sein erster Filmauftritt wurde 1937 eine Rolle als Fotograf in der Komödie Ein Mordsschwindel an der Seite von Carole Lombard und Fred MacMurray. Allerdings blieben seine Filmrollen zunächst ausschließlich kleiner Natur. Erst in den 1950er-Jahren stieg sein Bekanntheitsgrad als Schauspieler allmählich an. Etwa zu dieser Zeit, in der McCarthy-Ära, wurde Glass auf die schwarze Liste Hollywoods gesetzt, weshalb er zeitweise als Tischler arbeiten musste.
Insgesamt spielte Glass in mehr als 80 Kino- und Fernsehfilmen mit, hinzu kamen ab den 1950er-Jahren zahlreiche Rollen in Fernsehserien. Meistens spielte der Charakterdarsteller nervöse, feige oder unentschlossene Charaktere. Klein und kahl, mit einem leichten Buckel, hatte er durch sein besonderes Aussehen, seine nasale Stimme und seinen ausgeprägten New Yorker Akzent einen hohen Wiedererkennungswert. Seine vielleicht bekanntesten Filmauftritte absolvierte er Anfang der 1960er-Jahre: In West Side Story (1961) übernahm er die Rolle des gutherzigen, aber wenig durchsetzungsfähigen Ladeninhabers Doc; in Charade (1963) spielte er neben Audrey Hepburn und Cary Grant den misstrauischen Ganoven Leopold. Seine deutsche Stimme in West Side Story war Walter Bluhm, der auch Stan Laurel synchronisierte. Zuletzt stand Glass 1982 für die Fernsehserien Cagney & Lacey und Trapper John, M.D. vor der Kamera, dann zog er sich von der Schauspielerei zurück.
Glass starb nach langer Krankheit 1984 im Encino Hospital in Encino, Kalifornien. Er war zweimal verheiratet: Bis zu ihrem Suizid 1954 mit der Schauspielerin Kitty McHugh, einer Schwester des Schauspielers Frank McHugh; und von 1965 bis zur Scheidung 1980 mit Jhean Burton.

## Filmografie (Auswahl)
- 1937: Ein Mordsschwindel (True Confession)
- 1938: Next Time I Marry
- 1938: Dick Tracy Returns
- 1950: Im Solde des Satans (The Damned Don’t Cry)
- 1950: Mordsache: Liebe (Perfect Strangers)
- 1950: Die Tote in den Dünen (Mystery Street)
- 1950: The Grass Is Always Greener
- 1950: Der Gangsterboß von Rocket City (The Underworld Story)
- 1950: Juwelenraub um Mitternacht (The Great Jewel Robber)
- 1951: Die Gefangene des Ku-Klux-Klan (Storm Warning)
- 1951: Der Mordprozeß O’Hara (The People Against O’Hara)
- 1951: Lightning Strikes Twice
- 1951: Der Cowboy, den es zweimal gab (Callaway Went Thataway)
- 1952: Stadt der Illusionen (The Bad and the Beautiful)
- 1952: Kehr zurück, kleine Sheba (Come Back, Little Sheba)
- 1952: Nur dies eine Mal (Just This Once)
- 1952: Frau in Weiß (The Girl in White)
- 1952: Gauner mit weißer Weste (Stop, Your’re Killing Me)
- 1953: Kampf der Welten (The War of the Worlds)
- 1953: Der Tolpatsch (The Caddy)
- 1953: Ärger auf der ganzen Linie (Trouble Along the Way)
- 1953: Julius Caesar
- 1957: Schicksalsmelodie (The Joker Is Wild)
- 1957: Der Einäugige (Black Patch)
- 1958: Flucht in Ketten (The Defiant Ones)
- 1958: Mein Leben ist der Rhythmus (King Creole)
- 1959: Fünf Pennies (The Five Pennies)
- 1959: Der Zorn des Gerechten (The Last Angry Man)
- 1959: Der unsichtbare Dritte (North by Northwest)
- 1961: West Side Story (West Side Story)
- 1962: Der letzte Zug (Experiment in Terror)
- 1962: Kid Galahad – Harte Fäuste, heiße Liebe (Kid Galahad)
- 1963: Charade (Charade)
- 1963: Papa’s Delicate Condition
- 1965: New York Expreß (Blindfold)
- 1966: Der Glückspilz (The Fortune Cookie)
- 1966: Höchster Einsatz in Laredo (A Big Hand for the Little Lady)
- 1968: Käpt’n Blackbeards Spuk-Kaschemme (Blackbeard’s Ghost)
- 1968: Ein toller Käfer (The Love Bug)
- 1968: Wie klaut man ein Gemälde? (Never a Dull Moment)
- 1972: Lady Sings the Blues
- 1973: Save the Tiger
- 1979: Goldy and the Boxer